# Jožef Žabkar
Jožef Žabkar, slovenski nadškof, teolog in apostolski nuncij * 24. december 1914, Ljubljana, † 19. maj 1984, Rim.
Žabkar je bil prvi apostolski nuncij slovenskega rodu.

## Življenje in delo

### Izobraževanje
Po ljudski šoli na Jesenicah in klasični gimnaziji v Ljubljani (1925–1933) je študiral na univerzi v Innsbrucku (licenciat iz filozofije) in od 1938 na papeški univerzi Gregoriana v Rimu ter bil 1939 v Ljubljani posvečen v duhovnika. Dve leti je bil vzgojni prefekt v škofovih zavodih v Šentvidu pri Ljubljani. Od 1941 je ponovno študiral teologijo in pravo na Gregoriani in 1946 doktoriral iz cerkvenega prava z disertacijo Status et jus religiosorum secundum s. Gregorium Magnum. Od 1943 je študiral tudi na cerkveni diplomatski akademiji v Rimu in 1947 tam diplomiral. Govoril je veliko jezikov (angleško, francosko., italijansko, nemško, špansko, švedsko, bolgarsko, češko, srbohrvaško, slovaško, ukrajinsko). 

### Delo
Od leta 1947 je delal na Državnem tajništvu v Rimu, od 1981 kot svetnik. Leta 1966 postal svetovalec in stalni opazovalec Svetega sedeža pri UNESCU v Parizu. Maja 1969 je bil imenovan za naslovnega nadškofa Virinuma (nekdanja škofija pri Gospe Sveti na Koroškem). Od 1969-1976 je bil apostolski pronuncij za Finsko in apostolski delegat za skandinavske države, (Danska, Švedska, Norveška, Islandija) s sedežem v Vedbaeku pri Kopenhagnu. Leta 1973 je na Helsinški konferenci zastopal Sveti sedež (Glej:Helsinška sklepna listina o varnosti in sodelovanju v Evropi). V letih 1976–1981 je bil apostolski pronuncij na Islandiji. Zaradi bolezni se je vrnil v Vatikan, kjer je deloval kot svetnik v Državnem tajništvu.